# Йохан Георг (Бранденбург-Йегерндорф)
Йохан Георг (на немски: Johann Georg von Brandenburg; * 16 декември 1577, Волмирщет; † 2 март 1624, Лойтчау) от фамилията Хоенцолерн, е маркграф на Бранденбург и вторият администратор на епископия Страсбург от 1592 до 1604 г. и по-късно от 1606 до 1622 г. херцог на Йегерндорф (Jägerndorf, днес Крнов) в Силезия.

## Живот
Йохан Георг е вторият син на курфюрст Йоахим Фридрих фон Бранденбург (1546 – 1608) и неговата първа съпруга Катарина фон Бранденбург-Кюстрин (1549 – 1602), дъщеря на маркграф Йохан фон Бранденбург-Кюстрин.
През 1592 г. протестантите в Страсбург избират 15-годишния маркграф Йохан Георг фон Бранденбург за протестантски епископ или администратор. Той веднага започва да воюва, за да превземе целия манастир Страсбург.
През 1603 г. баща му получава подарък Херцогство Йегерндорф (дн. Крнов) и през 1606 г. го дава на Йохан Георг. През октомври 1612 г. брат му курфюрст Йохан Зигизмунд фон Бранденбург го прави щатхалтер в Марка Бранденбург в Берлин на мястото на умрелия Адам ганс цу Путлиц. Разочарован от клатушкащата се политика на брат му той се връща обратно в Йегерндорф и започва служба при бохемския крал Фридрих V от Пфалц.

## Фамилия
Йохан Георг се жени на 3 юни 1610 г. в Йегерндорф за принцеса Ева Кристина фон Вюртемберг (1590 – 1657), дъщеря на херцог Фридрих I фон Вюртемберг (1593 – 1608) и Сибила фон Анхалт (1564 – 1614). Те имат децата:
- Катарина Сибила (1611 – 1612)
- Георг (1613 – 1614)
- Албрехт (1614 – 1620)
- Катарина Сибилаа (*/† 1615)
- Ернст фон Бранденбург (1617 – 1642), титловен херцог на Йегерндорф